# Tukur Yusuf Buratai
Tukur Yusuf Buratai, né le 24 novembre 1960 à Buratai, près de Biu dans l'État de Borno, est un général de l'armée nigériane.

## Biographie
Le 13 juillet 2015, après l'élection de Muhammadu Buhari, Tukur Buratai est nommé à la tête de l'état-major de l'armée de terre nigériane en remplacement de Kenneth Minimah,.
Le 22 août 2015, il échappe à une embuscade de Boko Haram à Faljari, à 45 kilomètres de Maiduguri. L'affrontement fait 10 morts chez les djihadistes, cinq autres sont capturés, tandis que les militaires ont un mort et cinq blessés.
Pendant l'insurrection de Boko Haram, Buratai, le village natal du général nigérian, subit des attaques djihadistes ; le 27 mars 2015 au moins 23 personnes sont décapitées dans le village et le 19 décembre 2015 des combats y opposent l'armée nigériane et les rebelles islamistes. Le village de sa mère, Kamuya, subit également des attaques qui font 24 morts le 25 mai 2014, 20 morts en juillet 2015 et 14 morts le 11 décembre 2015,,.